# Makatote Tramway
Die Makatote Tramway war ab den späten 1920er Jahren bis 1940 ein mehr als 2,6 km langes Waldbahn-Netzwerk bei Makatote auf der Nordinsel von Neuseeland. Sie verlief teils auf Stahl- und teils auf Holzschienen mit der Spurweite von 4 Fuß 1 Zoll (1245 mm). Sie wurde von Dinwoodie’s Timber Company mit vermutlich weniger als 10 Mitarbeitern betrieben.

## Streckenverlauf

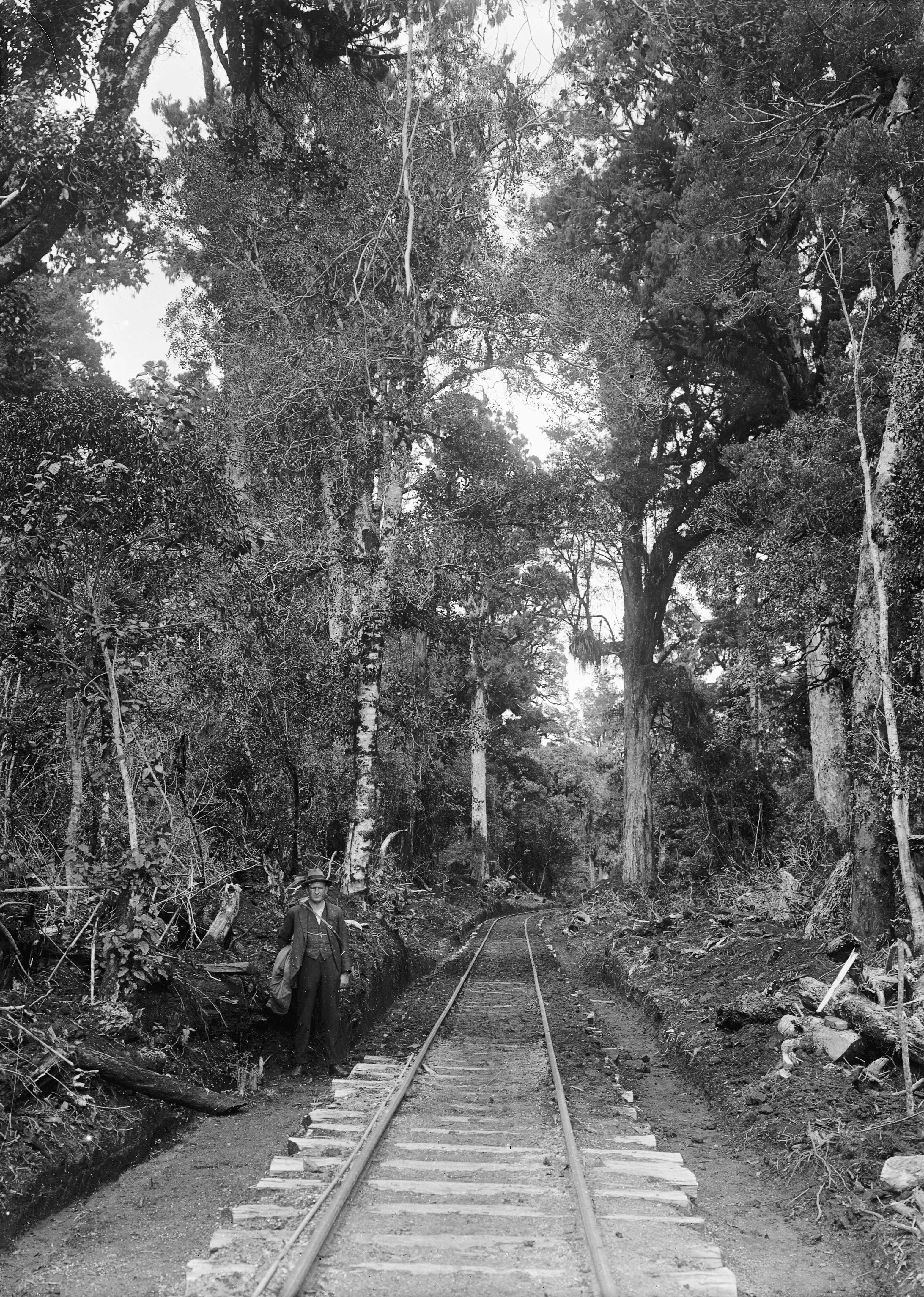
Frisch verlegte Stahlschienen

Die Makatote Tramway verlief östlich des heutigen State Highway 4 etwa 10 km südlich des Dorfes National Park an der Westgrenze des Tongariro National Park. Die Hauptstrecke gabelte in zwei Zweigstrecken in östlicher und nordöstlicher Richtung auf. Reste von Stahl- und Holzschienen sind noch vorhanden. Einige Gruben und Gräben wurden für die dampfbetriebenen Seilwinden und als Feuerlöschwasserreservoirs errichtet.

### Hauptstrecke
Von der Hauptstrecke sind nur noch wenige Schwellen und Schienen erhalten, aber der Streckenverlauf lässt sich noch gut erahnen. Die hölzernen Totara-Schienen der Hauptstrecke mit einem Querschnitt von 3 × 6 Zoll (75 mm × 150 mm) waren auf grob zugesägten Baumstämmen unterschiedlicher Durchmesser verlegt. Die Schienen waren mit schweren Metall-Nägeln auf den Schwellen befestigt, von denen einige noch vor Ort erhalten sind. Die Schwellen der hölzernen Schienen hatten einen Abstand von 4 Fuß (1219 mm). Die ungewöhnliche Spurweite von 4 Fuß 1 Zoll (1245 mm) ähnelt der der elektrischen Straßenbahnen von Wellington. Die Achse einer Lore liegt noch kurz vor der Weiche, an der sich die Strecke verzweigt, im Wald.

### Linke Zweigstrecke
Die linke Zweigstrecke verläuft von der Weiche an der Hauptstrecke nach Norden. Sie hat weitere Abzweigungen nach Osten und Westen. Die zweite Abzweigung nach Westen ist besonders interessant, weil von ihr noch Schienen und Schwellen sowie eine Weiche erhalten sind. Sie verläuft zu einer Seilwinde, auf der der Name des Herstellers S. Luke and Co Ltd, Wellington eingegossen ist. Der Rahmen der Winde hat einen deutlich sichtbaren Riss, der vor Ort buschmännisch mit einer Stahlklammer repariert wurde. An der früheren Grenze zwischen Lots 10 and 11 gabelt sich die linke Zweigstrecke: Von der LLHB-Strecke (Left Left-hand Branch) sind noch einige Schwellen und Schienen sowie Reste von zwei Holzrückplätzen, einer Böschung und zwei Brücken erhalten. Die RLHB-Strecke (Right Left-hand Branch) verläuft von der Weiche nach Osten. Sie überquerte zwei Brücken und bestand abschnittsweise aus Knüppeldämmen. Sie führte über teilweise noch erhaltene hölzerne Schienen zu einem Holzrückplatz und den dorthinführenden Schneisen. Auf halbem Weg gibt es eine Abzweigung nach Norden.

### Rechte Zweigstrecke
Die rechte Zweigstrecke (RHB) steigt nach Osten leicht an, an ihr stehen inzwischen fremdländische Bäume. Anschließend biegt sie nach Nordosten zu einigen Holzrückplätzen mit den dorthin führenden Schneisen ab. Sie ist stellenweise überwachsen, aber es gibt noch erhaltene Streckenabschnitte mit hölzernen und metallenen Schienen, einschließlich einer zweigleisigen Ausweichstelle. Außerdem gibt es mehrere Brücken und Abzweigungen, von denen zwei sogar den Fluss nach Süden überquerten sowie Räder von Loren.

## Lizenzen
Die staatliche Lizenz erlaubte es der Dinwoodie Timber Company Limited „das im Anhang beschriebene Land für den Bau und Betrieb einer Waldbahntrasse zu bebauen und darauf eine Waldbahn zu betreiben.“ Eine beigefügte Karte zeigte den Verlauf der bereits bestehenden Waldbahn, die die Straße von Bulls nach Taumarunui (heute State Highway 4) überquerte, um das gesägte Holz auf die North Island Main Trunk zu verladen. Das Forstamt erhielt aus ästhetischen Gründen einen 300 m breiten Streifen einheimischen Buschs entlang der Straße, als es die Lizenz für die Holzernte vergab.
Dinwoodie musste für das Forstamt kostenlos Setzlinge und Material für die Wiederaufforstung transportieren, wenn die entladenen Loren in den Busch zurückfuhren. Das Forstamt pflanzte in den 1930er Jahren im Rahmen eines groß angelegten Versuchs auf den Rodungen exotische Riesen-Lebensbäume und Lawsons Scheinzypressen an. Sie können allerdings nicht geschlagen und verwertet werden, ohne die historischen und archäologischen Reste der Straßenbahn zu beschädigen, und werden daher langsam von der einheimischen Vegetation überwuchert.

## Liquidation
Thomas Dinwoodie schloss 1940 seinen Betrieb. Perham Larsen und Co., die zur Carter-Gruppe gehörten, überlegten, die Vermögenswerte der Dinwoodie Timber Company, die am 17. Januar 1941 im Rahmen eines Liquidationsverkaufs auf dem Gelände verkauft wurden, zu erwerben, traten aber aus wirtschaftlichen Überlegungen vom Kauf zurück.

## Denkmalschutz
Die Trasse der Strecke nördlich des Makatote-Flusses, die Bauten und Überreste des Sägewerks, einschließlich den Holzrückplätzen, einer Seilwinde, Wassergruben, Lorenachsen einer Reihe von Metallartefakten sind seit 2006 in der Kategorie 2 der neuseeländischen Denkmalschutzliste aufgeführt. Das Gelände umfasst auch vier angegliederte Hausfundamente auf Lichtungen im Busch, die sich nach Süden bis in das Gebiet erstrecken, in dem sich der State Highway 4 nach unten in die Makatote-Schlucht windet.